# إدميلسون ماتياس
إدميلسون ماتياس (بالبرتغالية: Edmílson Matias‏) (26 مارس 1974 في البرازيل – )؛ هو لاعب كرة قدم سابق كان يلعب كمهاجم.

## وصلات خارجية
- إدميلسون ماتياس على موقع رابطة كرة القدم اليابانية للمحترفين (اليابانية)
- إدميلسون ماتياس على موقع قاعدة بيانات كرة القدم.إي يو (الإنجليزية)
- إدميلسون ماتياس على موقع Soccerway.com (الإنجليزية)
- إدميلسون ماتياس على موقع عالم كرة القدم.نت (الإنجليزية)